# Menedemo de Pirra
Menedemo de Pirra, Lesbos, floruit c. 350 a. C., fue un miembro de la Academia de Platón durante la época de Espeusipo. 
Tras la muerte de Espeusipo en 339 a. C, se procedió a elegir al nuevo escolarca de la Academia. Menedemo y Heráclides Póntico perdieron por un estrecho margen ante Jenócrates. Menedemo abandonó la Academia, y fundó su propia escuela.